# Михайлов, Леонид Хрисанфович
Леони́д Хриса́нфович Миха́йлов — советский хозяйственный, государственный и политический деятель.

## Биография
Родился в 1916 году в деревне Дворики Ядринского уезда Казанской губернии (ныне — в Моргаушском районе Чувашской Республики). Окончил Ядринский сельскохозяйственный техникум плодоовощеводства (1936), 3 курса факультета полеводства Чувашского сельскохозяйственного института (1941), Высшую партийную школу при ЦК ВКП(б) (1948). 
Член КПСС.
С 1937 года — на хозяйственной, общественной и политической работе. В 1937—1975 гг. — агроном и уполномоченный Чувашской конторы «Сортсемовощ» при Народном комиссариате земледелия РСФСР, секретарь Чувашского обкома ВЛКСМ по пропаганде, первый секретарь Чувашского обкома ВЛКСМ, секретарь, второй секретарь Чебоксарского горкома партии, завотделом партийных, профсоюзных и комсомольских органов обкома КПСС, председатель Чувашского облсовпрофа, первый секретарь Шумерлинского райкома КПСС, начальник Чувашского республиканского управления профессионально-технического образования.
Избирался депутатом Верховного Совета СССР 6-го созыва, делегатом XXII съезда КПСС.
Умер в Чебоксарах в 2008 году.